# غرق ناوگان فرانسه در تولون

## پیش زمینه
پس از شکست فرانسه از ارتش آلمان در جنگ جهانی دوم، این کشور به دو قسمت تقسیم شد. قسمتی از فرانسه تحت اشغال آلمان باقی ماند و قسمت دیگر تحت حکومت ویشی اداره می‌شد. طبق قرارداد متارکهٔ جنگ قرار شد که فرانسوی‌ها کشتی‌های جنگی خود را بدون سلاح و سوخت در بنادر خود نگهداری کنند. همان‌طور که قبلاً هم اشاره کردیم چرچیل گمان می‌کرد که امکان دارد آلمان این کشتی‌ها را به نیروی دریایی خود ملحق کند و از آنجا که فرانسه در آن زمان یک قدرت دریایی بزرگ بود این کار می‌توانست تعادل را در دریاها به ضرر متفقین به هم بزند. به همین دلیل بود که بریتانیا در نبرد مرسی الکبیر ناوگان فرانسه را در این بندر به توپ بست.
در روز هشتم نوامبر ۱۹۴۲ متفقین تحت یک عملیات آبی-خاکی (عملیات مشعل) وارد خاک آفریقای شمالی شدند تا از آنجا به عنوان یک سکوی پرش برای حمله به جنوب اروپا استفاده کنند. آیزنهاور، فرمانده عالی متفقین در اروپا، یک توافق محرمانه با دریاسالار دارلان، فرماندهٔ نیروی دریایی ویشی در شمال آفریقا، انجام داد که تحت آن دارلان به همراه ناوگانش به متفقین بپیوندد. هنگامی که جاسوسان هیتلر این خبر را به او دادند او بلافاصله تصمیم گرفت تا تمامی خاک فرانسه را اشغال کند و کشتی‌های فرانسه را تحت کنترل خود بگیرد.

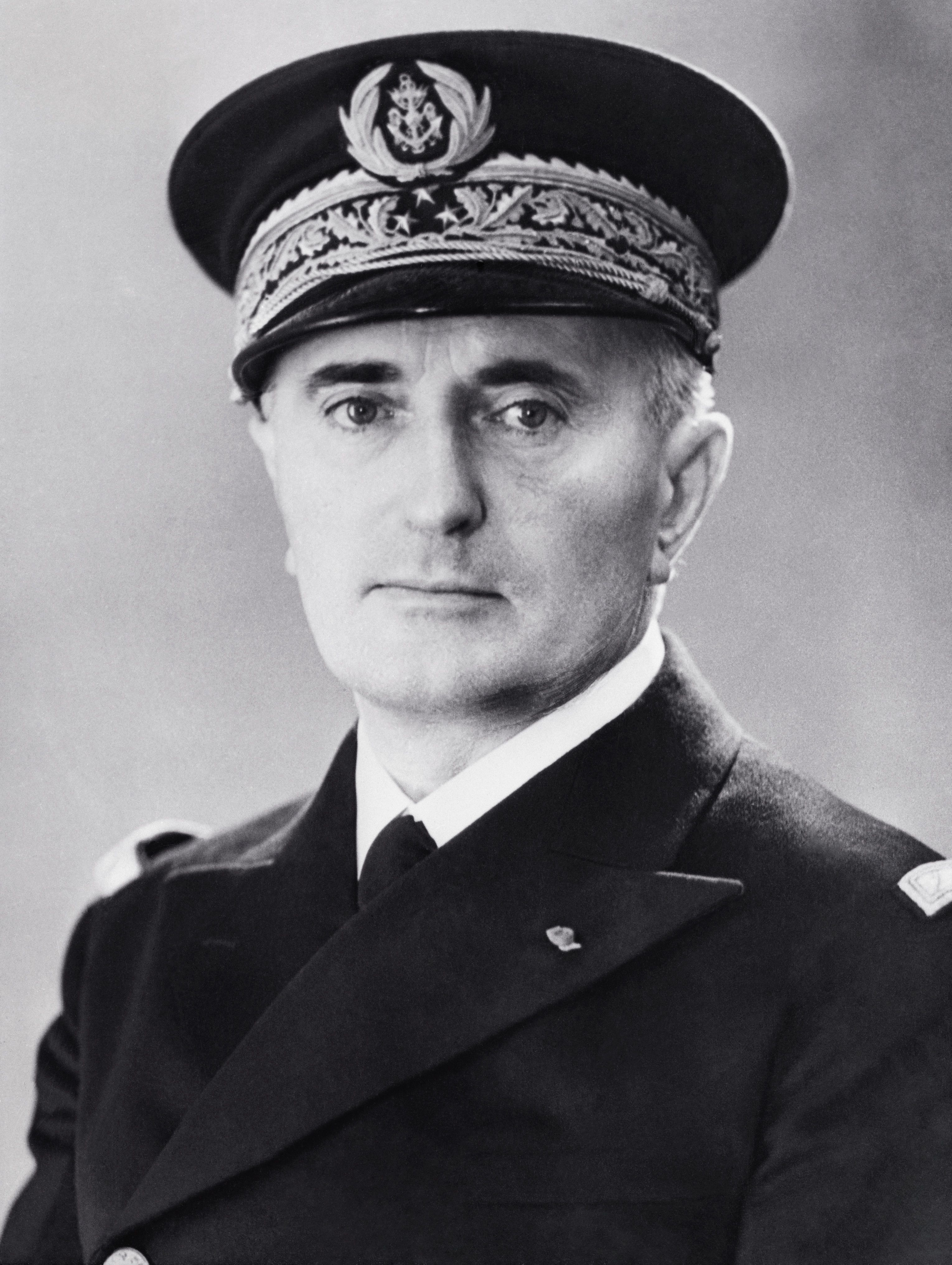
دریاسالار فرانسوا دارلان.

## مذاکرات سیاسی
مذاکرات بین دولت ویشی و رایش در روز ۱۱ نوامبر ۱۹۴۲ آغاز شد. طبق توافقهای صورت گرفته قرار شد تا بندر تولون به عنوان یک دژ دفاعی ویشی تحت حکومت ویشی باقی بماند. دریاسالار رایدر، فرماندهٔ نیروی دریایی هیتلر، فکر می‌کرد که افسران فرانسوی به خاطر غرور وطن‌پرستی خود اجازه نمی‌دهند که کشتی‌هایشان به دست متفقین بیفتد. او قصد داشت تا احساسات ضد انگلیسی را بین ملوانهای فرانسوی گسترش بدهد اما هیتلر قصد داشت که ابتکار عمل را در دست بگیرد و تمام ناوگان فرانسه را به غنیمت بگیرد. بعضی از افسران آلمانی با این نقشه مخالف بودند اما به هرحال دستورات اجرای آن در روز ۱۹ نوامبر صادر شد. واقعه ترسناکی که چرچیل از آن می‌ترسید در حال شکل گرفتن بود.
تولون به محاصرهٔ سربازان آلمانی و ایتالیایی درآمد و دریاسالار آیفان، وزیر دریاداری حکومت ویشی، دستور داد تا از ورود آن‌ها به داخل تأسیسات نظامی ممانعت به عمل آید. او دستور داد تا خدمهٔ کشتی‌ها آماده باشند تا اگر سربازان محور وارد کشتی‌ها شدند خدمهٔ کشتی‌ها آن‌ها را غرق کنند.

## جنبه‌های فنی
در آن زمان ناوگان مستقر در تولون تحت فرمان دریاسالار ژان لابورد (۳۸ کشتی) و دریاسالار آندره مارکیز (۱۳۵ کشتی) بود. بر طبق قرارداد آتش‌بس بین فرانسه و آلمان قرار بود که کشتی‌ها در بندر بدون سوخت باشند اما ملوان‌های فرانسوی با دستکاری نشاندهندهٔ مخازن سوخت، آنقدر سوخت زده بودند تا کشتی‌ها بتوانند خود را تا سواحل آفریقا برسانند. به علت کمبود نفرات، ملوان‌ها ناچار بودند تا توپهای دفاع ساحلی و ضدهوایی را هم کنترل کنند که این مسئله جمع کردن ملوانان برای فراری دادن کشتی‌ها را مشکل ساخته بود.

## عملیات لیلا
نقشهٔ هیتلر این بود که با استفاده از لشکر هفتم زرهی، لشکر دوم زرهی اس. اس و چند واحد دیگر کنترل تمام کشتی‌های فرانسوی را یکجا به دست بگیرد تا آن‌ها نتوانند به متفقین ملحق شوند. قرار شد تا یک گروه رزمی مهندسی از نیروی دریایی به همراه گروه حمله باشد تا از غرق شدن کشتی‌ها توسط خدمهٔ آن‌ها جلوگیری کند. نقشهٔ آلمان‌ها یک حملهٔ گاز انبری ۳ شاخه بود. یک گروه باید از سمت شرق وارد تولون می‌شد تا سرفرماندهی دریاسالار مارکیز و انبار مهمات موریلون را اشغال کند. گروه دیگر از غرب وارد تولون می‌شد تا انبار مهمات اصلی و دفاع ساحلی را تسخیر کند. نیروی دریایی آلمان هم باید در ساحل مستقر می‌شد تا از فرارکردن کشتی‌های فرانسوی به دریا جلوگیری کند و دهانهٔ بندر را مین ریزی کند.
گروه رزمی اول در ساعت ۴ صبح روز ۲۷ نوامبر وارد بندر شدند ولی با مقاومت چندانی روبرو نگشتند. نیم ساعت بعد دریاسالار مارکیز دستگیرشده بود اما فرماندهٔ ستاد وی، دریادار رابین، توانست دیگر همکاران خود را از حمله با خبر کند. حملهٔ آلمان‌ها کاملاً غافلگیرکننده بود. دریادار دورنون توانست به دریاسالار لابورده، که بر روی عرشهٔ ناو سرفرماندهی استراسبورگ بود، خبر حملهٔ آلمان‌ها را برساند. لابورده به خدمهٔ کشتی‌ها پیغام داد که کشتی‌هایشان را غرق کنند و به هر آلمانی که قصد وارد شدن به کشتی‌ها را دارد شلیک کنند.
بیست دقیقه بعد آلمان وارد مقر زیردریایی‌ها شدند و آن‌ها را به مسلسل بستند. بعضی از زیردریایی‌ها حرکت کردند تا در آب‌های عمیق‌تر خود را غرق کنند.
نیروی اصلی آلمان‌ها یک ساعت از برنامهٔ اصلی عقب افتاده بود و زمانی که به دروازه‌های پایگاه رسیدند دژبانهای فرانسوی سعی کردند آن‌ها را بیشتر معطل کنند. در ساعت ۵:۲۰ تانک‌های آلمانی بالاخره وارد پایگاه شدند و استراسبورگ به بقیهٔ کشتی‌ها فرمان غرق شدن را اعلام کرد. انفجار بمب و بازکردن دریچه‌های ورود آب در داخل کشتی‌ها آغاز شد.

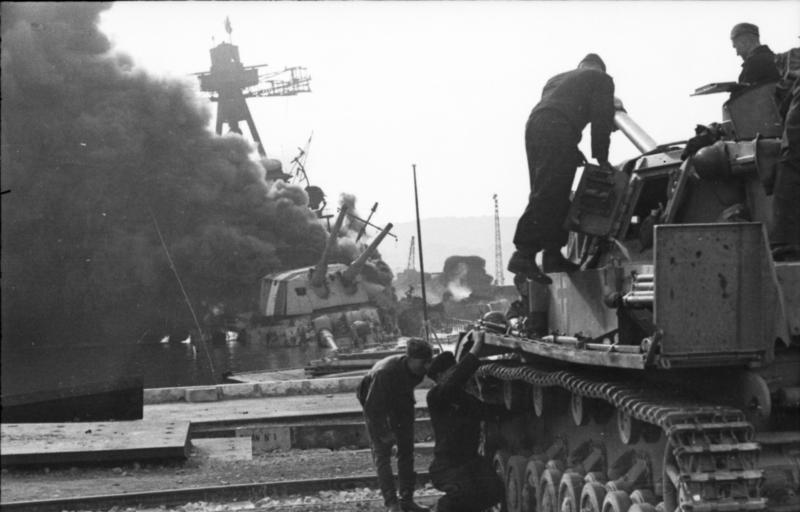
واحدهای زرهی آلمان در حال تماشای سوختن ناو فرانسوی (احتمالاً ناو کولبر) در تولون.

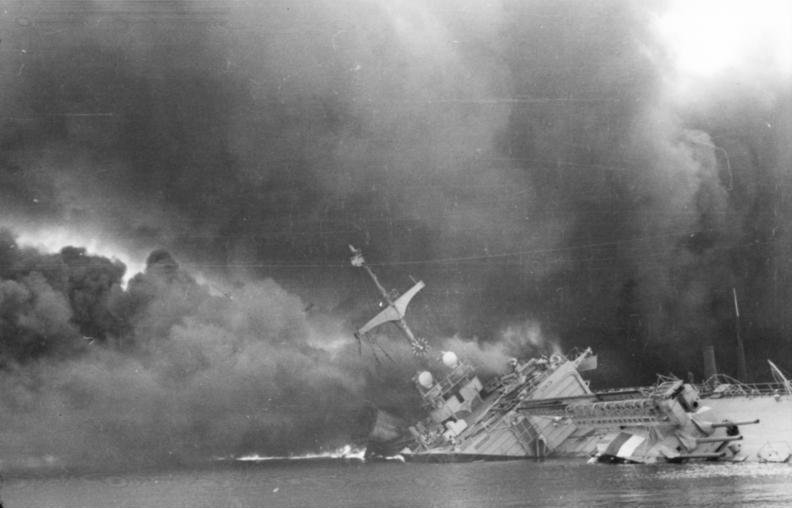
غرق شدن ناو مارسییز.

در ساعت ۶:۴۵ درگیری در نزدیک شناورهای استراسبورگ و فوش شروع شد که در نتیجه یک افسر و ۵ ملوان فرانسوی کشته شدند. فرانسوی‌ها توپهای شناورهای را به سمت تانک‌های آلمانی گرفتند و در نتیجه آلمان‌ها درخواست مذاکره کردند. آن‌ها از لابورده خواستند که تسلیم شود و کشتی خود را تحویل دهد اما او جواب داد که کشتی اش قبلاً غرق شده‌است. در نهایت آلمان‌ها توانستند ۳ ناوشکن و ۴ زیردریایی، ۳ کشتی غیرنظامی و چند کشتی از رده خارج شده را به غنیمت بگیرند.

## پی آمدها

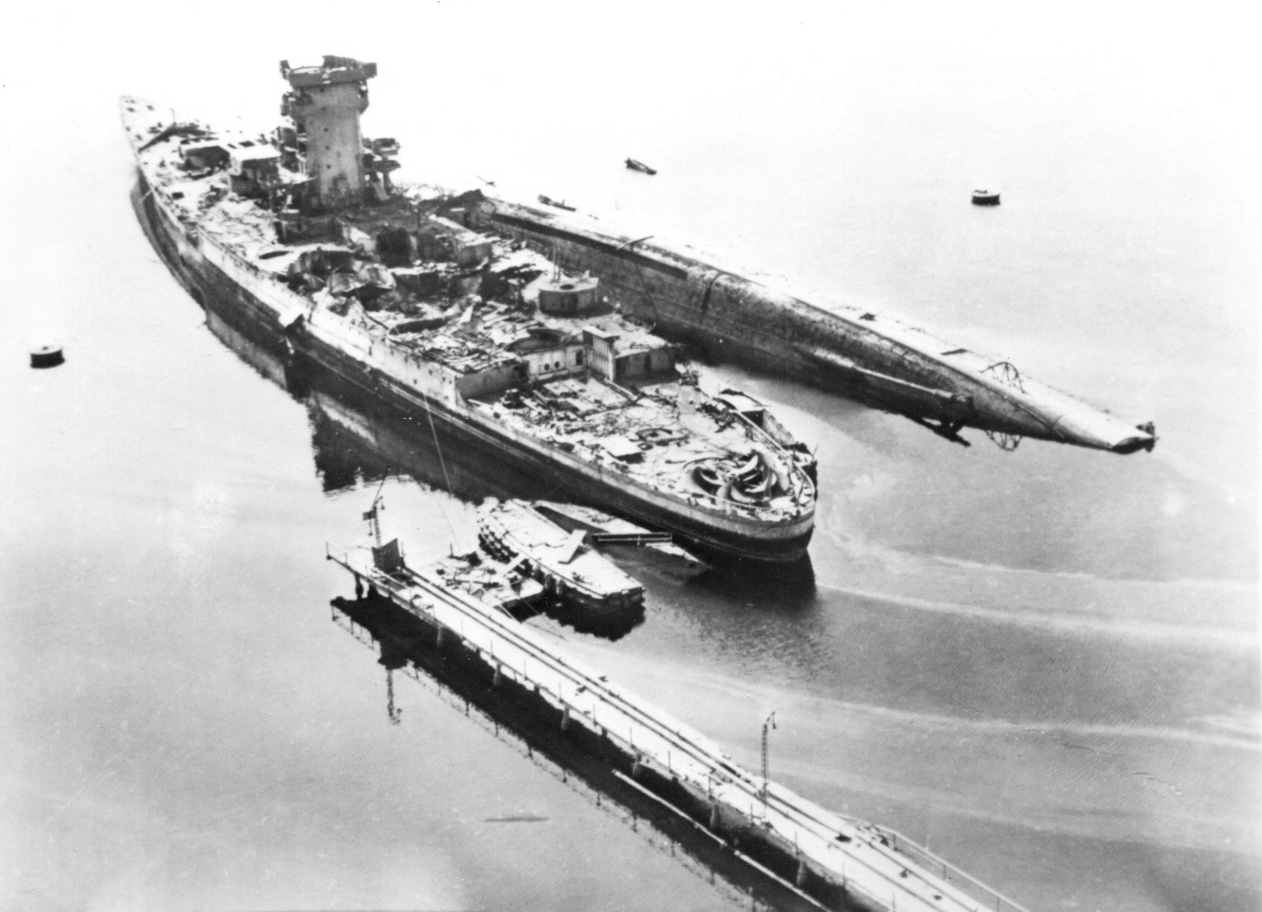
غرق ناوگان فرانسه در تولون

عملیات لیلا به منظور در اختیار گرفتن ناوگان فرانسه توسط آلمان نازی به بن‌بست خورد. فرانسوی‌ها توانستند ۷۷ فروند شناور از جمله ۳ فروند نبردناو، ۷ فروند رزمناو، ۱۵ فروند ناوشکن، ۱۳ فروند قایق اژدرافکن، ۶ فروند کرجی، ۱۲ فروند زیردریایی، ۹ فروند قایق گاردساحلی، ۱۹ فروند کشتی کمکی، ۱ فروند کشتی آموزشی، ۲۸ فروند یدک‌کش را غرق کند. تعدادی از نبردناوهایی که غرق شدند از به روزترین کشتی‌های جنگی آن زمان به حساب می‌آمدند. ۳۹ فروند کشتی کوچک توسط آلمانی‌ها تسخیر شد که بیشتر آن‌ها قبلاً از کار افتاده بودند. بعضی از کشتی‌ها تا چند روز در آتش می‌سوختند. سوخت کشتی‌ها چنان به دریا ریخته بود که تا ۲ سال بعد کسی نمی‌توانست در ساحل تولون شنا کند.
تعدادی از زیردریایی‌های فرانسوی سعی کردند تا خود را به سواحل شمال آفریقا برسانند. زیر دریایی‌های کازابلانکا و مراسوین به الجزیره رسیدند، گلوری به اوران رسید. اریس به بارسلون رفت و ونوس در ورودی بندر غرق شد. یکی از شناورها به نام لئونور فرسنل نیز فرار کرد و به الجزیره رفت. دو گل فرماندهان نیروی دریایی ویشی را به خاطر اینکه اجازه ندادند تا کشتی‌ها به الجزیره فرار کنند نکوهش کرد. حکومت ویشی اقتدار و ناوگانش را از دست داد و قدرت چانه زنی خود در قبال آلمانی‌ها را را از دست داد.